# 남원국악방송
남원국악방송(南原國樂放送, Namwon Gugak Broadcasting System)은 대한민국 전통 및 창작 국악 보급 교육과 국악의 대중화를 위하여 2001년 6월 1일에 개국한 문화체육관광부 소관의 재단법인으로 대한민국 전북특별자치도 남원, 임실, 순창 임실, 순창과 전라남도 곡성, 구례 일부 지역의 국악 전문 공영 라디오 방송국이다.

## 방송국 개요
남원국악방송
- 위치: (55795) 전북특별자치도 남원시 양림길 54, 국립민속국악원 내
- 개국: 2001년 6월 1일
- 방송권역
  - 일원: 전북 남원
  - 일부: 임실, 순창, 곡성, 구례

자세한 링크 https://www.igbf.kr/gugak_web/?sub_num=904

## 주요 사업
- 국악방송사업
- 국악방송프로그램의 제작보급
- 국악창작교육연구 및 각종 대중화사업

## 연혁

### 2000년대
- 2000 06.08 남원국악FM중계소 설립허가(전북 체신청)
- 2000 07.10 남원국악FM중계소 무선국(고정국) 설립 허가
- 2001 05.01 남원지역 시험방송
- 2001 06.01 남원국악FM중계소 개국
- 2006 06.01 남원중계소 개국5주년 특집 공개방송 <이 땅의 오늘음악, 윤중강입니다>

### 2010년대
- 2011 06.01 남원국악방송 개국 10주년 기념 ‘우면골 상사디야’ 특집 생방송

### 2020년대
- 2024 01.18 전북특별자치도 남원시 양림길 54, 국립민속국악원 내 (예정)

## 조직

### 사장
- 이사회
- 감사

### 방송본부
- 심의자료실
- 경영기획부
- 방송제작부
- 방송기술부
  - 방송망인프라팀
- 문화영상콘텐츠부
- 광주국악방송
- 대전국악방송

## 방송 송출 시설망
| 송신소        | 주파수    | 출력 | 송신소 위치               | 방송구역&비고 |
| ------------- | --------- | ---- | ------------------------- | --- |
| 교룡산 송신소 | FM 95.9㎒ | 1㎾  | 전북 남원시 산곡동 산25-1 | 남원시 일원, 순창군 일부, 전주시 일부, 익산시 일부, 군산시 일부, 김제시 일부, 정읍시 일부, 고창군 일부, 무주군 일부, 부안군 일부, 완주군 일부, 임실군 일부, 장수군 일부, 진안군 일부 |

### 로고송
- 정겨운 노래가 들려요 흥겨운 장단에 춤춰요 당신의 미소가 번져요 사랑해요 국악방송[1]
- 어화둥둥 내 사랑 둥기둥 두덕 둥기둥 두덕 어화둥둥 내 사랑 사랑해요 국악방송[2]
- 음~ 랄라라 라라라~ 랄라라 라라라~ 랄라라라라 랄랄라 국악방송 사랑해~ 국악방송 사랑해~[3]

## 방송
- 매일 02:00 ~ 05:00 흐르는 음악처럼 [광주]
- 매일 05:00 ~ 07:00 김성필의 솔바람 물소리 [대전]
- 매일 07:00 ~ 09:00 이한철의 창호에 드린 햇살
- 매일 09:00 ~ 10:30(본) 00:00 ~ 01:30(재) 송지원의 국악산책
- 매일 10:30 ~ 11:00(본), 19:30 ~ 20:00, 01:30 ~ 02:00(재) 양준모의 당신을 위한 노래
- 월~금요일 11:00 ~ 12:00 한석준의 문화시대
- 토~일요일 11:00 ~ 12:00(본), 22:00 ~ 23:00(재) 은영선의 함께 걷는 길
- 매일 12:00 ~ 14:00 이진영의 음악이 흐르는 마루 [전주]
- 월~금요일 14:00 ~ 16:00 바투의 상사디야
- 토~일요일 14:00 ~ 16:00 권미희,강길원의 온고을 상사디야
- 월~금요일 16:00 ~ 18:00 황민왕의 노래가 좋다
- 토~일요일 16:00 ~ 18:00 풍류가 좋다
- 매일 18:00 ~ 19:30 김보미의 맛있는 라디오
- 월~목요일 20:00 ~ 21:30 송현민의 FM국악당
- 매일 21:00 ~ 22:00 황인찬의 글과 음악의 온도
- 월~금요일 22:00 ~ 00:00 이세준의 음악이 좋은 밤
- 토~일요일 23:00 ~ 24:00 앙코르 고전, 지혜로 만나는 세계

## 참조
1. ↑  “보관된 사본”. 2016년 9월 27일에 원본 문서에서 보존된 문서. 2020년 6월 17일에 확인함.
2. ↑  http://skun.info/radio2011/play.php?url=http://cfile24.uf.tistory.com/original/184A134C4F0EE73913A37B 보관됨 2016-09-27 - 웨이백 머신, http://skun.info/radio2011/play.php?url=http://cfile1.uf.tistory.com/original/125C71344E6E783C231DD5 보관됨 2016-09-27 - 웨이백 머신
3. ↑  “보관된 사본”. 2016년 9월 27일에 원본 문서에서 보존된 문서. 2020년 6월 17일에 확인함.